# Angelo Maria d'Elci
Angelo Maria Pannocchieschi est un philologue et poète italien, né à Florence le 7 décembre 1754 et mort à  Vienne le 20 novembre 1824.

## Biographie
Angelo Maria Pannocchieschi était originaire de Sienne et naquit Florence en 1764. Noble et riche, au lieu de suivre la carrière des armes, du barreau ou de la diplomatie, il s'abandonna exclusivement à son goût pour la littérature. Il savait à fond les langues classiques, et jeune encore il prit place parmi les hellénistes renommés. À ces études de prédilection, il joignit celle de l'anglais et du français. 
Lorsque Bonaparte entra à Milan, d'Elci alla se fixer à Vienne. Là, marié à la comtesse de Zizendorf, il passa paisiblement sa vie entre les objets de son choix, la rédaction de ses ouvrages philologiques et la conversation des savants, les éditions magnifiques ou rares et les manuscrits de la bibliothèque de Vienne. Lui-même, il avait une collection de livres superbe, soit pour la pureté des textes, soit pour la rareté des éditions.
À la chute de l'empire napoléonien, Elci revint en Italie, mais peu de temps après il retourna à Vienne, et c'est là qu'il mourut, le 20 novembre 1824.
Il légua ses incunables à la Bibliothèque Laurentienne de Florence.

## Œuvres
Son principal ouvrage, comme philologue, est son édition de Lucain (Lucani Pharsalia, curante Angelo Illycino), Vienne, 1811, grand in-4°, avec 12 gravures de Wæchter et Leupold. C'est un livre magnifique, qui le dispute aux Bodoni et aux Didot, et c'est un chef-d'œuvre de critique : l'auteur a mis à contribution, pour épurer son texte, deux manuscrits du 12e siècle, à peine connus avant l'usage qu'il en a fait, et en a tiré les plus heureuses corrections, les conjectures les plus lumineuses.
L'on publia après sa mort des opuscules poétiques de sa façon tant en italien qu'en latin, sous le titre de Poesie italiane e latine inedite, Florence, 1827, in-8°, Les plus remarquables de ces morceaux sont des satires. L'auteur s'y livre à son pessimisme contre les opinions, les événements, les œuvres modernes.
D'Elci était un écrivain d'épigrammes, dont en latin sous le pseudonyme d'« Illycinius » et de satires inspirées de Juvénal.

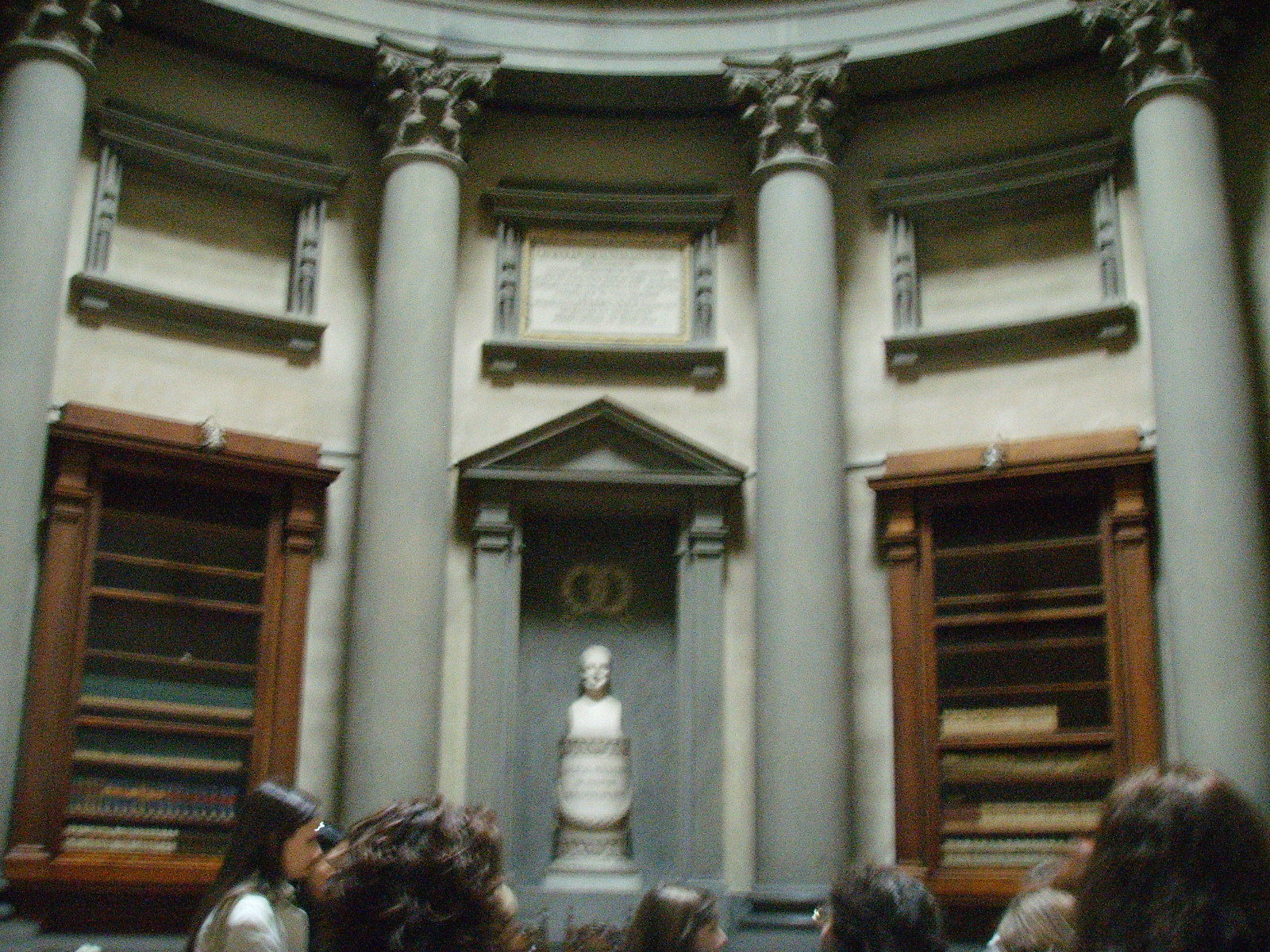
Florence, Bibliothèque Laurentienne, Tribune d'Elci.
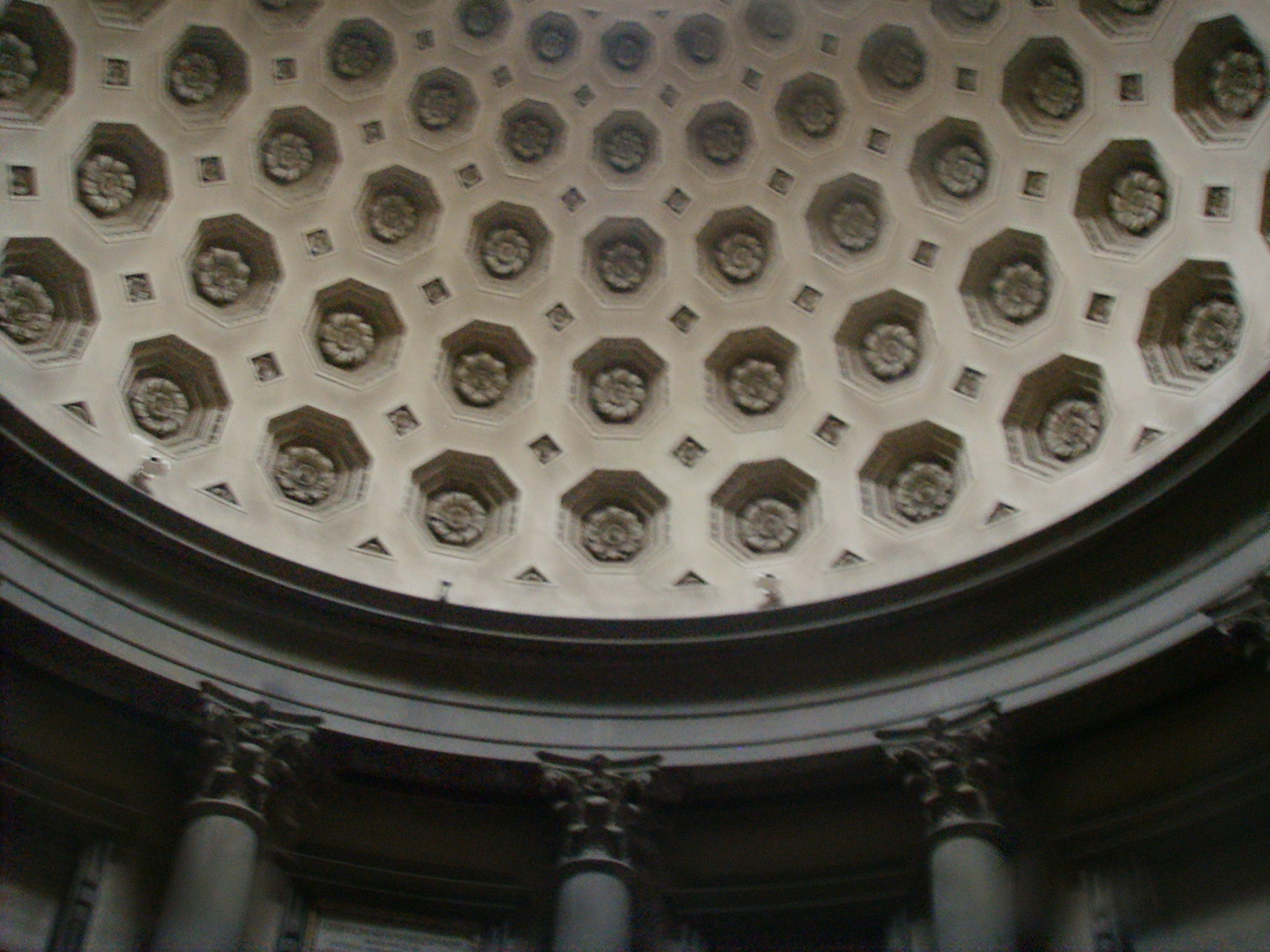